# Air sex
L'air sex est un type de performance au Japon dans lequel des hommes simulent une activité sexuelle avec un partenaire invisible, souvent de manière caricaturale, sur fond de musique et devant un public ; il tire son nom d'une analogie avec les concours air guitar. Le créateur, J-Taro Sugisaku, dit de l'air sex qu'il fut inventé à Tōkyō en 2006 par un groupe d'hommes célibataires frustrés par le manque de sexe.